# Maria Teresa, Mare Ducesă de Luxemburg
Maria Teresa, Mare Ducesă de Luxemburg (născută María Teresa Mestre y Batista-Falla; n. 22 martie 1956) este soția Marelui Duce de Luxemburg, Henri.